# Storfjorden
Storfjorden est une localité du comté de Nordland, en Norvège.

## Géographie
Administrativement, Storfjorden fait partie de la kommune de Vestvågøy.